# AD Flying Boat
L’AD Flying Boat est un hydravion biplace de coopération et de reconnaissance navale dessiné par le Lt Linton Hope du British Admiralty Air Department.

## Un biplace de reconnaissance embarqué
C'était un classique biplan ailes inégales non décalées, coque en bois et empennage cellulaire. Le pilote et l’observateur étaient installés en tandem à l’avant de la coque, le moteur Hispano-Suiza dans l’entreplan entraînant une hélice propulsive. La cellule était repliable, cet appareil étant conçu pour être embarqué sur les plus gros navires de guerre de la Royal Navy. 1 mitrailleuse Lewis de 7,7 mm était à la disposition de l'observateur, installé dans la proue.
Deux prototypes [9095/6] furent commandés en 1915 par la firme Pemberton-Billing Ltd, un seul achevé. Il fit son premier vol ayant lieu en 1916. 80 exemplaires furent commandés à Supermarine Aviation Works Ltd, nouvelle appellation de l’entreprise de Woolston après que Noel Pemberton Billing ait revendu ses parts en 1916. La production fut interrompue après livraison de 30 exemplaires seulement en raison de l’arrêt des hostilités. Le AD Flying Boat n’a donc pratiquement pas été utilisé en opérations. Les numéros de série réservés pour ces appareils sont les suivants : N1290/1299 (9 annulés), N1520/1529, N1710/1719, N2450/2499 (7 seulement construits).

## Reconvertis en avions commerciaux
Après l’Armistice Supermarine tenta de créer un réseau commercial avec des hydravions le long de la côte sud de la Grande-Bretagne. Elle racheta donc à la Royal Navy 19 AD Flying Boat et les convertit en avions de transport commercial sous la dénomination de Supermarine Channel. Le pilote et 3 passagers prenaient place en postes ouverts à l’avant de la coque.

### Supermarine Channel Mk.I
27 appareils furent remotorisés avec un Beardmore (en) de 160 ch. Les performances s’en ressentaient : Incapable de dépasser les 130 km/h, cet hydravion grimpait péniblement à 915 m en 15 minutes.
- Supermarine Aviation en utilisera 10 [G-EAED/M]. Après quelques liaisons expérimentales entre Bournemouth et Southampton, l’ Île de Wight et même le Havre, Supermarine abandonnera provisoirement son projet et revendra ses Channel Mk.I.
- En avril 1920 trois Channel Mk.I [G-EAEF/G/J] furent livrés par voie maritime à Bermuda and West Atlantic Aviation et utilisés pour des survols touristiques des Bermudes pendant une dizaine d’années. Le [G-EAEJ] fut accidenté le 21 mai 1929.
- 5 Channel Mk.I furent vendus en mai 1920 à la compagnie aérienne norvégienne Det Norske Luftfartrederi (en) A/S (DNL), qui envisageait l’ouverture d’une ligne Kristiania (Oslo)-Stavanger-Aberdeen(Écosse). Trois hydravions furent livrés démontés par voie terrestre entre juin et août 1920 et immatriculés [N-9 à N11]. Le 23 septembre le bâti-moteur du [N-11] se brisa près de Tungenes. Il fut pourtant réparé et vendu à la marine norvégienne, devenant [F.42]. L’exploitation du réseau DNL s’arrêtera le 15 octobre 1920. Le [N-9] fut vendu à S/A Bredal, qui le céda également à la marine norvégienne comme [F.44], le [N-10] converti en pièces détachées. Les deux derniers appareils commandés furent livrés directement à la marine norvégienne [F.38 et F.40]. Le Channel Mk.I restera en service au sein du Marinens Flyvevaaben jusqu’en 1928.
- Un exemplaire fut cédé au Venezuela en 1921.
- Trois autres Channel Mk.I furent livrés en 1922 à la Marine impériale japonaise.
- Enfin un exemplaire fut vendu à la Nouvelle-Zélande. Immatriculé [G-NZAI], il effectua la première liaison aérienne Auckland-Wellington (5 h 6) le 4 octobre 1921, piloté par George Bolt. Deux passagers se trouvaient à bord.

### Supermarine Channel Mk.II
Trois exemplaires furent équipés de moteurs Armstrong-Siddeley Puma de 240 ch. En 1921 un Channel Mk.II fut acheté par la Marine royale suédoise pour essais comparatifs avec le Caspar S.1. Cet avion, qui portait le numéro d’identification suédois [46], fut détruit sur accident en septembre 1922 sur la base navale de Hårsfjärden avant le début de ses essais officiels. L’équipage en réchappa mais seul le moteur put être récupéré. Un autre Channel Mk.II fut vendu au Chili, où le Servicio de Aviacion Naval de Chile l’utilisa de 1921 à 1924. Le dernier échoua probablement au Venezuela, ou un Supermarine Channel non identifié fut livré en 1922.